# Dilithium (scheikunde)
Dilithium is een anorganische verbinding van het alkalimetaal lithium en heeft als brutoformule Li2. De verbinding bestaat uit twee lithiumatomen die via een covalente binding met elkaar zijn verbonden. Derhalve kan het opgevat worden als een dimeer van lithium. Dilithium komt voor in de gasfase.

## Bindingseigenschappen
De bindingslengte tussen beide atomen bedraagt in de gasfase 267,3 pm. De bindingsenergie bedraagt 101 kJ/mol. Deze bindingsenergie is lager dan die van diwaterstof, omdat de 2s-elektronen verder van de kernen verwijderd zitten. Dilithium heeft een bindingsorde van 1.
Het molecuulorbitaaldiagram voorspelt dat de binding tussen twee lithiumatomen stabiel is (er zijn namelijk meer elektronen aanwezig in de bindende moleculaire orbitalen dan in antibindende):